# Adium
Adium är ett direktmeddelandeprogram för Mac OS. Programmet är baserat på öppen källkod (GNU GPL) och påminner en del om Pidgin till Linux. Adium och Pidgin använder samma grundsten för meddelandetjänster, libpurple. 
Bland funktionerna märks flikar, kryptering, stöd för filöverföring samt meddelandevisning via Growl. 
Programmet finns översatt till drygt 20 språk, däribland svenska.

## Historia
Adium 1.0 utkom i september 2001 och hade på den tiden enbart stöd för AIM. Flera uppdateringar till denna version släpptes, ända fram till Adium 1.6 hösten år 2002. 
Efter version 1.6 påbörjades en omfattande revidering av källkoden för att ge stöd för fler meddelandetjänster. Tanken var att denna version skulle kallas Adium 2.0, men i stället bestämdes i april 2004 att projektet skulle byta namn till Adium X med versionsnummer 0.50, då skillnaderna mot den gamla versionen var omfattande. Adium X 0.89.1 släpptes i april 2006, den sista versionen som går att köra i OS X 10.3.8 och lägre. 
Projektet bytte ännu en gång, nu tillbaka till Adium, och version 1.0 släpptes i februari 2007. Adium 1.0.6 är den sista versionen som går att köra i OS X 10.3.9, version 1.1 kräver OS X 10.4 eller högre.

## Utveckling
Adium använder libpurple för att hantera meddelandetjänsterna, vilket gör att utvecklarna kan fokusera sina ansträngningar på användargränssnittet i stället. Programspråket som används är Objective-C i Apples Cocoa-ramverk. 
I framtiden planeras bättre stöd för gruppsamtal samt audio/video. Utvecklingen kan följas genom Adiums trac-verktyg,

## Protokoll som stöds
Adium stödjer följande protokoll:
- OSCAR inklusive AIM, Mobileme (tidigare känt som .Mac) och ICQ-tjänster
- XMPP (tidigare känt som Jabber) inklusive Google Talk, Facebook Chat och LiveJournal-tjänster
- .NET Messenger Service (även känt som MSN och Windows Live)
- Yahoo! Messenger, USA och Japan
- Bonjour
- MySpace IM
- Gadu-Gadu
- Novell Groupwise
- Lotus Sametime
- MeBeam med ett insticksprogram
- Tlen med ett insticksprogram
- Xfire med insticksprogrammet XBlaze
- Skype med ett insticksprogram
- IRC
- Twitter
- NateOn med ett insticksprogram